# Kisii (Stadt)
Kisii ist eine Stadt im Südwesten von Kenia mit rund 70.000 Einwohnern (Stand 2002). Kisii ist die Hauptstadt des gleichnamigen Countys.
Der Name der Stadt ist von der hier lebenden Volksgruppe der Kisii oder Gusii abgeleitet. Diese spricht die Bantusprache Kisii.

## Geografische Lage
Kisii liegt im Südwesten Kenias auf durchschnittlich 1700 m ü. NN knapp südlich des Äquators.

## Klima
Die Stadt liegt in der tropischen Klimazone, hat aber wegen ihrer Höhenlage ein für Europäer ausgesprochen angenehmes Klima. Die Temperaturen sind über das Jahr sehr konstant und es gibt fast täglich Regen.

## Wirtschaft
Es gibt ein wenig Industrie. Im Wesentlichen wird die Stadt aber durch den Kaffee, Tee und andere Agrarprodukte geprägt, da das umliegende Land sehr fruchtbar ist. Die naheliegenden Specksteinbrüche in Tabaka mit den größten Vorkommen in der Welt und die Weiterbearbeitung der Steine zu Touristenmitbringseln sind noch zu erwähnen.

## Bevölkerung
Kisii-Stadt hat 70.000 Einwohner, das Umland nicht mitgerechnet. Neben den Kisii leben hier Angehörige etlicher weiterer Volksgruppen wie der Kikuyu und eine Anzahl von Indern.

## Söhne und Töchter der Stadt
- Munyoro Nyamau (* 1942), Sprinter
- Charles Asati (* 1946), Sprinter und Olympiasieger
- Fred Obachi Machoka, Fernseh- und Radiomoderator
- Yobes Ondieki (* 1961), Langstreckenläufer
- Josephat Machuka (* 1973), Langstreckenläufer
- David Omiti Makori (* 1973), Langstreckenläufer
- Isabella Ochichi (* 1979), Langstreckenläuferin
- Hellen Obiri (* 1989), Mittel- und Langstreckenläuferin
- Nicholas  Bett (1990–2018), Hürdenläufer
- Aron Koech (* 1990), Hürdenläufer
- Tylor Ongwae (* 1991), Basketballspieler
- Dominic Ongidi Abunda (* 1993), Hammerwerfer